# Siffleur Mountain
Der Siffleur Mountain ist ein 3129 Meter hoher Berggipfel im Tal des North Saskatchewan Rivers in Alberta, Kanada. Der Siffleur Mountain liegt im Clearwater County, in der Siffleur Wilderness Area in den kanadischen Rocky Mountains. Der nächste, noch höhere Gipfel ist der Mount Loudon, 3 Kilometer südwestlich. Im Westen grenzt das Schutzgebiet an den Banff-Nationalpark. Der Berg ist vom Highway 11, dem David Thompson Highway, aus zu sehen. Der Niederschlagsabfluss vom Siffleur Mountain fließt nach Norden über den Loudon Creek und den Siffleur River.

## Geschichte
Wie die Siffleur Wilderness Area und der Siffleur River wurde auch der Berg 1858 von James Hector nach den schrillen Pfiffen (Pfiff = Siffleur (französisch)) der Murmeltiere benannt, die in diesem Gebiet leben.
Der Name des Berges wurde 1924 offiziell, als er vom Geographical Names Board of Canada genehmigt wurde.
Die Erstbesteigung wurde 1924 von Morrison P. Bridgland durchgeführt. Bridgland (1878–1948) war ein Landvermesser des Dominion, der viele Gipfel in den kanadischen Rocky Mountains bestieg und ihnen Namen gab.

## Geologie
Der Siffleur Mountain besteht aus Sedimentgestein aus dem Präkambrium bis zum Jura, das während der Laramischen Orogenese nach Osten und über jüngere Gesteine geschoben wurde.

## Klima
Nach der Köppen-Geiger-Klassifikation liegt der Siffleur Mountain in einem subpolaren Klima mit kalten, schneereichen Wintern und milden Sommern. Die Temperaturen können unter −20 °C fallen, mit Windchill-Faktoren unter −30 °C.

## Galerie

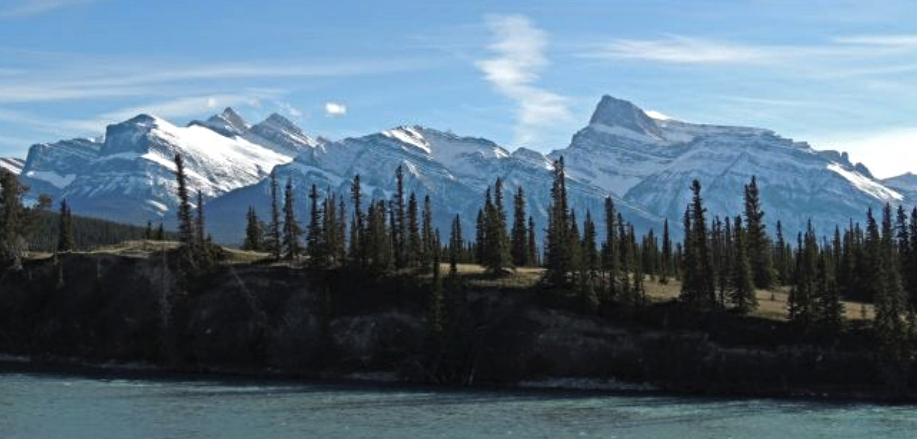
Siffleur Mountain (links) mit Mount Peskett (rechts)
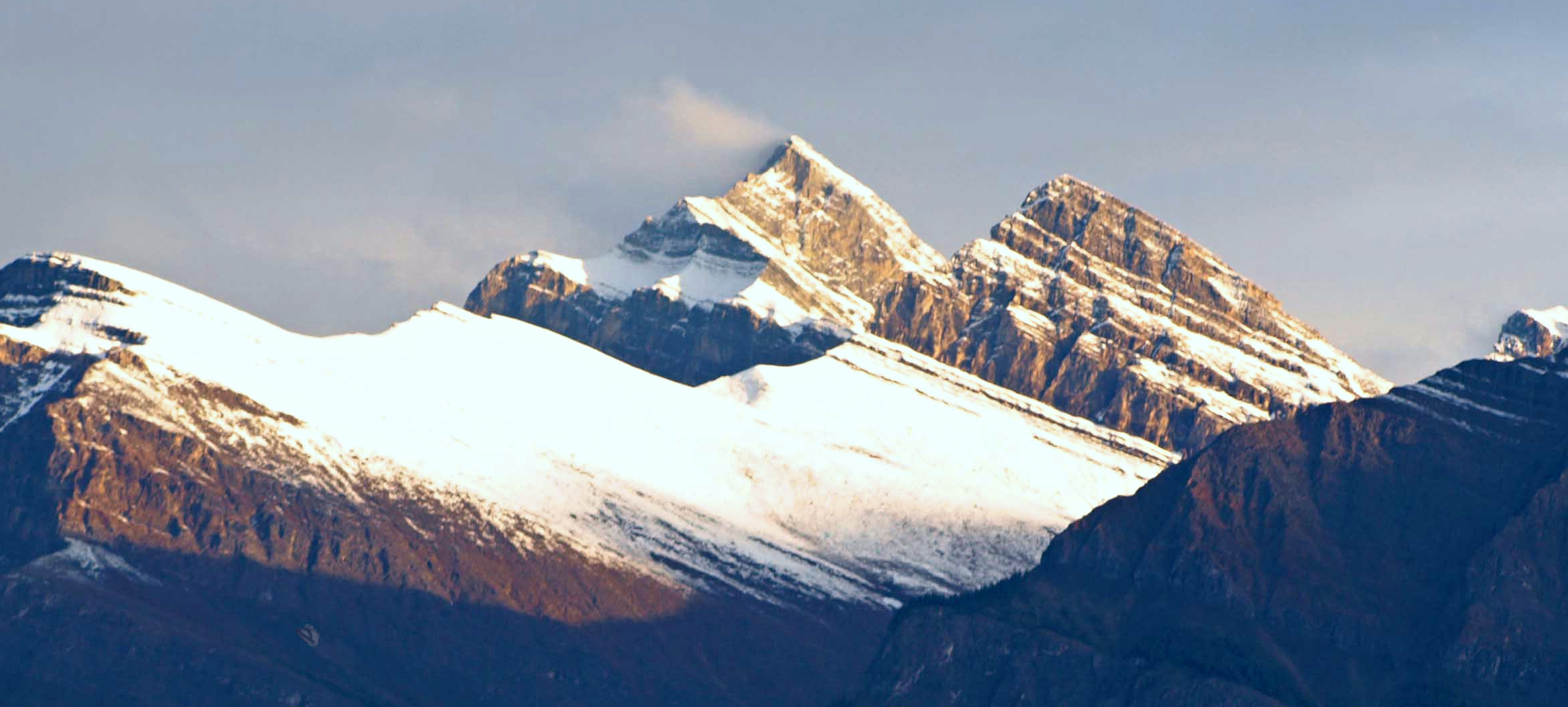
Siffleur Mountain im Jahr 2007